# Fred Bongusto
Fred Bongusto (* 6. April 1935 in Campobasso als Alfredo Antonio Carlo Buongusto; † 8. November 2019 in Rom) war ein italienischer Sänger und Komponist.

## Leben
Bongusto begann seine musikalische Karriere 1960 als Teil der I 4 Loris, mit denen er erste Singles veröffentlichte; ab 1963 war er als Sänger mit Fred Bongusto & il suo complesso als Frontmann auf der Bühne. Mit dem Lied Amore fermati, Titelmelodie einer Fernsehsendung von Gorni Kramer, gelang ihm der Durchbruch. 1964 konnte er beim Wettbewerb Un disco per l’estate mit dem Lied Una rotonda sul mare punkten. In der Art der Crooner feierte er fortan Erfolge, die zu zahlreichen Aufnahmen, über 30 Filmsoundtracks (darunter Filme von Regisseuren wie Alberto Lattuada und Salvatore Samperi) sowie 37 Langspielplatten führten. 1967 heiratete er Gabriella Palazzoli; in den 1970er Jahren begann er zahlreiche Tourneen, die er bis 2007 mit großen Erfolgen (außerhalb Italiens vor allem in Südamerika) durchführte. Am Sanremo-Festival nahm der Sänger 1986 und 1989 teil.
In den 1990er Jahren war er als Kommunalpolitiker für den Partito Socialista Italiano in Bari gewählt. Im Mai 2005 erhielt er den Verdienstorden der Italienischen Republik.

## Diskografie (Auswahl)

### Alben
| Jahr | Titel                          | Höchstplatzierung, Gesamtwochen, AuszeichnungChartsChartplatzierungen (Jahr, Titel, Platzierungen, Wochen, Auszeichnungen, Anmerkungen) | Anmerkungen |
| Jahr | Titel                          | IT | Anmerkungen |
| ---- | ------------------------------ | --- | ----------- |
| 1972 | Alfredo Antonio Carlo Bongusto | IT24 (1 Wo.)IT | RiFi        |
| 1974 | Doppio whisky                  | IT23 (2 Wo.)IT | RiFi        |
| 1976 | La mia estate con te           | IT11 (18 Wo.)IT | WEA         |
| 1977 | Il giorno e la notte           | IT13 (16 Wo.)IT | WEA         |

- 1963: Fred Bongusto
- 1971: Un’occasione per dirti che ti amo
- 1972: Alla mia maniera
- 1974: Malizia (Soundtrack)
- 1974: Peccato veniale (Soundtrack)
- 1974: Rosa
- 1980: La cicala (Soundtrack)
- 1981: Fortunatamente ancora Amore
- 1982: Freddissimo
- 1984: Appuntamento con la luna
- 1985: …dillo tu
- 1987: Cioccolata
- 1989: Le donne più belle
- 1991: Una canzone per ballare
- 1993: Brasiliando
- 1995: Fred
- 1997: E io lo canto accusì
- 2018: Noi innamorati… d’improvviso

### Singles
| Jahr | Titel Album                                      | Höchstplatzierung, Gesamtwochen, AuszeichnungChartsChartplatzierungen (Jahr, Titel, Album, Platzierungen, Wochen, Auszeichnungen, Anmerkungen) | Anmerkungen                                                                     |
| Jahr | Titel Album                                      | IT | Anmerkungen                                                                     |
| ---- | ------------------------------------------------ | --- | ------------------------------------------------------------------------------- |
| 1963 | Amore fermati Fred Bongusto                      | IT3 (14 Wo.)IT | Primary, CRA 91898 B-Seite: E… dopo                                             |
| 1964 | Una rotonda sul mare Le canzoni di Fred Bongusto | IT6 (11 Wo.)IT | Primary, CRA 91934 B-Seite: Chi ci sarà dopo di te                              |
| 1965 | Aspetta domani …Forse è colpa della musica…      | IT15 (1 Wo.)IT | Fonit, SPF 31162 B-Seite: Non ti ho dato mai le rose                            |
| 1965 | A Man a Story                                    | IT9 (6 Wo.)IT | Fonit, SPF 31174 aus Ein Loch im Dollar B-Seite: Se tu non fossi bella come sei |
| 1969 | Una striscia di mare                             | IT22 (1 Wo.)IT | Clan Celentano, BF 69007 B-Seite: Ciao nemica                                   |
| 1971 | Quando mi dici così                              | IT25 (1 Wo.)IT | Ri-Fi, RFN NP 16426 B-Seite: Viviane                                            |
| 1976 | La mia estate con te                             | IT12 (17 Wo.)IT | Warner, T 16747 B-Seite: Lui                                                    |
| 1977 | Pietra su pietra Il giorno e la notte            | IT24 (3 Wo.)IT | Warner, T 16924 B-Seite: Balliamo                                               |

- Napoli c’est fini / Tu nun ’e a chiagnere (1964)
- Mare non cantare / Va bbuono (1964)
- Adios Gringo (aus dem gleichnamigen Film; 1965)
- Se t’innamorerai / Io non so chi sei (1966)
- Gi / Cielo azzurro (1967)

## Filmografie (Auswahl)
Als Komponist von Filmmusiken
- 1969: Die Klette (Un detective)
- 1970: Schwestern teilen alles (Venga a prendere il caffè… da noi)
- 1972: Die Sünde (Bianco rosso e … )
- 1973: Malizia
- 1974: Der Filou (Peccato veniale)
- 1975: Die Sexmaschine (Conviene far bene l’amore)
- 1984: Hunger nach Zärtlichkeit (Fotografando Patrizia)

## Belege
1. ↑  Sänger Fred Bongusto, 84, gestorben. In: Südtirol Online. 8. November 2019, abgerufen am 10. November 2019.
2. ↑  Le onorificenze della Repubblica Italiana: Buongusto Sig. Alfredo in arte Fred Buongusto. Quirinale, 26. Mai 2005, abgerufen am 10. November 2019 (italienisch).
3. 1 2  M&D-Chartarchiv: Fred Bongusto. Musica e dischi, 1. Januar 2014, abgerufen am 21. November 2017 (italienisch).

| Personendaten    | Personendaten                                         |
| ---------------- | ----------------------------------------------------- |
| NAME             | Bongusto, Fred                                        |
| ALTERNATIVNAMEN  | Buongusto, Alfredo Antonio Carlo (vollständiger Name) |
| KURZBESCHREIBUNG | italienischer Sänger und Komponist                    |
| GEBURTSDATUM     | 6. April 1935                                         |
| GEBURTSORT       | Campobasso                                            |
| STERBEDATUM      | 8. November 2019                                      |
| STERBEORT        | Rom                                                   |